# Sail away (Joy)
Sail away is de enige single van Joy, een muziekgroep uit Rotterdam. Achter die groepsnaam gingen schuil Anita Meijer en haar broer René, die in 1974 de muziekwereld verliet. Hiervoor en hierna verschenen singles onder de namen "Anita & René" en Go-Go.
Het plaatje laat de romantische stem van Meyer, waarmee ze later bekend werd al horen. Sail away kende echter geen succes in de hitparades.